# 非全日制研究生
非全日制研究生或在職研究生是中华人民共和国高等教育的一部分，在國家計劃內，以在職人員的身份，部分時間工作，部分時間學習，通過考核，並獲得學位，常見的有在職碩士、在職博士。在2016年，在职研究生招生政策改革后，其并入到12月统考中，在职研究生改名为非全日制研究生，属于学历教育，其考试内容、录取标准、与全日制研究生相同。非全日制研究生也是目前唯一一种同时获得研究生学历和硕士学位的在职研究生报考方式。对于同等学力申硕，仍保持原来的政策，且同等学力申硕不属于学历教育，只能获得硕士学位。

## 參见
研究生#中国大陆